# Démétrius Cantacuzène
Démétrius Cantacuzène, en roumain Dimitrie Cantacuzino ou Dumitrașcu Cantacuzino fut prince de Moldavie de 1673 à 1674, en 1675 et de 1684 à 1685. La monarchie est élective dans les principautés roumaines de Moldavie et de Valachie, comme en Transylvanie et en Pologne voisines. Le souverain (voïvode, hospodar ou domnitor selon les époques et les sources) était élu par (et souvent parmi) les boyards, puis agréé par les Ottomans : pour être nommé, régner et se maintenir, il s'appuyait sur les partis de boyards et fréquemment sur les puissances voisines, habsbourgeoise, polonaise, russe et surtout turque, car jusqu'en 1859 les deux principautés étaient vassales et tributaires de la « Sublime Porte ».

## Biographie
Dumitrașcu Cantacuzène était le fils du Grand Trésorier (Marele Vistiernic) Michel Cantacuzène (en roumain Mihai Cantacuzino) et l’arrière petit-fils de Michel Cantacuzène « Chaïtanoglou » (en roumain Mihai Cantacuzino Șaitanoglu), exécuté en 1578.
En 1663 il trahit son parent et bienfaiteur Constantin Cantacuzène au profit de Grigore Ier Ghica. Il est ensuite nommé trois fois au trône de Moldavie par les turcs :
- de novembre 1673 à février 1674, lorsqu’il s'empare du trône à la tête d’une armée de 20 000 tatars qui en profitent pour ravager le pays ;

- en novembre 1675 ;

- du 8 février 1684 au 25 juin 1685 ; en juillet suivant, il est définitivement chassé du pays avec l’appui de Șerban IerCantacuzène, prince de Valachie, par son propre général Constantin Cantemir qu’il avait faussement dénoncé comme traître aux Ottomans.

Démétrius Cantacuzène / Dumitrașcu Cantacuzino s'enfuit à Constantinople où il vécut jusqu'à sa mort en 1686. Il est, dans l'histoire roumaine et moldave, le prototype du « phanariote profiteur » qui ne fonde ni école ni hospice, ne gouverna qu'à son profit exclusif, agit sans scrupules et appauvrit le pays.
De son union avec une princesse Ruxandra il laisse trois enfants dont : 
- Cassandra, première épouse de Nicolas Mavrocordato vers 1700.

## Note
1. ↑  Le candidat au trône devait ensuite "amortir ses investissements" par sa part sur les taxes et impôts, verser en outre le tribut aux Ottomans, payer ses mercenaires et s'enrichir néanmoins. Pour cela, un règne d'au moins six à huit mois était nécessaire, mais la "concurrence" était rude, certains princes ne parvenaient pas à se maintenir assez longtemps sur le trône, et devaient ré-essayer. Cela explique la brièveté de beaucoup de règnes, les règnes interrompus et repris, et parfois les règnes à plusieurs (co-princes). Celui qui ne parvenait pas à rembourser ses "investisseurs" et à verser le tribut dû, risquait sa vie, mais l'enjeu était si fructueux, que les candidats ne manquèrent jamais. Quant au gouvernement, il était assuré par le Mare Vornic (premier ministre), ses ministres (spatar-armée, vistiernic-finances, paharnic-économie, "postelnic"-justice, logofat-intérieur... approximativement) et par le Sfat domnesc (conseil des boyards).
Concernant le tribut aux Turcs, la vassalité des principautés roumaines envers l'Empire ottoman ne signifie pas, comme le montrent par erreur beaucoup de cartes historiques, qu'elles soient devenues des provinces turques et des pays musulmans. Seuls certains petits territoires moldaves et valaques sont devenus ottomans : en 1422 la Dobrogée au sud des bouches du Danube, en 1484 la Bessarabie alors dénommée Boudjak, au nord des bouches du Danube (ce nom ne désignait alors que les rives du Danube et de la mer Noire), en 1538 les rayas de Brăila alors dénommée Ibrahil et de Tighina alors dénommée Bender, et en 1713 la raya de Hotin. Le reste des principautés de Valachie et Moldavie (y compris la Moldavie entre Dniestr et Prut qui sera appelée Bessarabie en 1812, lors de l'annexion russe) ont conservé leurs propres lois, leur religion orthodoxe, leurs boyards, princes, ministres, armées et autonomie politique (au point de se dresser plus d'une fois contre le Sultan ottoman). Les erreurs cartographiques et historiques sont dues à l'ignorance ou à des simplifications réductrices. Voir Gilles Veinstein et Mihnea Berindei : L'Empire ottoman et les pays roumains, EHESS, Paris, 1987.